# Кхатванга
Кхатванга (санскр.: खट्वाङ्ग – khaṭvāńga; тиб.: kha tvang ga) в индуизме и в буддизме вид короткого посоха, жезла или дубины. Изначально был видом оружия; в дальнейшем превратился в ритуальный атрибут богов в яростных ипостасях и садху, следующих «путём левой руки» (вамамарги или вамачары).

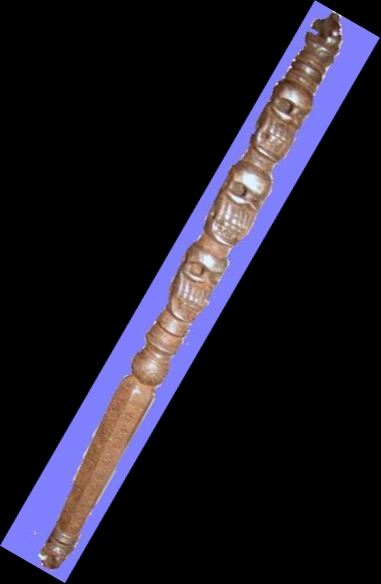
khaṭvāńga

## В индуизме
В индуизме кхатванга является как атрибутом Шивы и Парвати в их яростных ипостасях – Рудра, Бхайрава, (Шива), Кали, Дурга (Парвати) – так и садху, следующих путём агхоры (в шиваизме) и вамачарины («путь левой руки» в шактизме). Представляет собою жезл или дубину, реже посох, часто квадратного сечения или многогранник с одним-тремя черепами. Черепа либо вырезаются при создании кхатванги, либо берутся человеческие черепа (часто небольшого размера) и насаживаются на предварительно обточенную палку.
Изначально кхатванга изготавливалась из костей людей или животных – в основном, из длинных костей рук или ног. В настоящее время кхатванги из костей редки – их делают из дерева или метала.
В некоторых случаях к кхатванге может дополнительно прикрепляться металлический трезубец-тришула (к верхней части) – приматывают тканью или вставляют в проделанное продольное отверстие; иногда под трезубцем крепится горизонтальная перекладина.
Также кхатванга может быть обмотана полосами ткани – частично или по всей длине; могут быть подвешены колокольчики, рудракша (отдельными зёрнами или мала целиком), ленты, украшения.
Роберт Бир (Robert Beer) в своей книге «Справочник тибетского буддизма» пишет, что кхатванга в древности была непременным атрибутом аскетов-шиваитов, в основном представителей школы капалика или пашупата. Она также была непременным атрибутом тех, кто совершал многолетние (минимум 12 лет) покаяния из-за непреднамеренного убийства представителя варны брахманов – они должны были вести отшельнический образ жизни, жить в местах кремации или в лесах, просить подаяние с чашей-капалой из человеческого черепа, носить одежду из пеньки или конопли, собачьи или ослиные шкуры и всегда иметь при себе череп убитого ими брахмана.
В древности кхатванга имела в первую очередь чисто утилитарное значение – это было достаточно грозное оружие в умелых руках. Позднее, примерно с III-V веков н. э., она приобретает ритуально-символическое значение.

## В буддизме
Кхатванга – ритуальный жезл, чья верхняя часть состоит из сосуда с нектаром бессмертия, стоящего на ваджре, двух голов и черепа, увенчанного ваджрой или трезубцем. В буддийской иконографии этот атрибут имеют Гуру Падмасамбхава, богиня Ваджраварахи и некоторые другие божества.